# Роберт де Феррьер, 1-й граф Дерби
Роберт де Феррьер (или Роберт де Феррерс; ок. 1062—1139) — англонормандский аристократ, 1-й граф Дерби с 1138 года, участник гражданской войны 1135—1154 годов в Англии на стороне короля Стефана и войн с шотландцами, один из командующих английскими войсками в битве Штандартов 1138 года.

## Биография
Роберт был младшим сыном Генриха де Феррьера, участника нормандского завоевания Англии, получившего от короля Вильгельма I обширные земельные владения в Средней Англии. После смерти отца около 1101 года Роберт стал обладателем почти 200 маноров в различных частях страны, прежде всего в Дербишире и Лестершире, что делало его одним из наиболее богатых английских аристократов. Нормандские владения Генриха де Феррьера, однако, достались потомкам старшего брата Роберта.
О жизни Роберта де Феррьера до второй половины 1130-х годов известно мало. В период правления Генриха I Боклерка он, по-видимому, оставался верным сторонником короля. Существуют сведения об интересе Роберта к разработкам местождений свинца в Уирксворте в Дербишире. После смерти Генриха I Роберт де Феррьер принял сторону Стефана Блуаского и поддержал его вхождение на престол. В развернувшейся вслед за этим гражданской войне с приверженцами императрицы Матильды Роберт являлся одним из главных союзников короля. В 1138 году Роберт принял активное участие в отражении агрессии шотландского короля Давида I, вторгшегося именем Матильды в Северную Англию. Феррьер возглавил один из отрядов рыцарей северо- и среднеанглийских графств, взявших на себя оборону страны в условиях бездействия короля Стефана. 22 августа 1138 года местное ополчение во главе с Турстаном, архиепископом Йоркским, и отряды рыцарей разгромили шотландскую армию в знаменитой «битве Штандартов». Роберт де Феррьер участвовал в сражении и внёс, по мнению современников, значительный вклад в победу. За это, а также за его поддержку в гражданской войне, король Стефан в 1138 году пожаловал Роберту титул графа Дерби. Однако уже в следующем году граф Роберт скончался.

## Брак и дети

Герб рода Феррерс (де Феррьер)

Роберт де Феррьер был женат на некой Хависе, чьё происхождение не установлено. Существуют две версии: либо она была дочерью либо Андре де Витре, некрупного бретонского рыцаря, женатого на Агнессе де Мортен, дочери графа Роберта де Мортена, либо отцом Хависы был Гуго II де Лаваль, вассал графов Мэна. Ни одно из этих предположений не опирается на сколь-либо достоверные источники. Роберт де Феррьер и Хависа имели по крайней мере одного сына:
- Роберт де Феррерс (ум. 1160), 2-й граф Дерби (c 1139), женат на Маргарите Певерел, дочери Уильяма Певерела, крупного землевладельца в Ноттингемшире;

Некоторые источники также называют в числе детей Роберта де Феррьера, 1-го графа Дерби, следующих дочерей:
- Изабелла, замужем за Робертом де Кальзом;
- Хависа, замужем за Ральфом де Пайнелем;
- Матильда, замужем за Бертраном де Верденом;
- Летиция;
- дочь, замужем за Валшеленом де Манио.